# Strada statale 519 di Jamiano
La ex strada statale 519 di Jamiano (SS 519), ora strada regionale 519 di Jamiano (SR 519), è una strada regionale italiana, che si sviluppa in Friuli-Venezia Giulia.

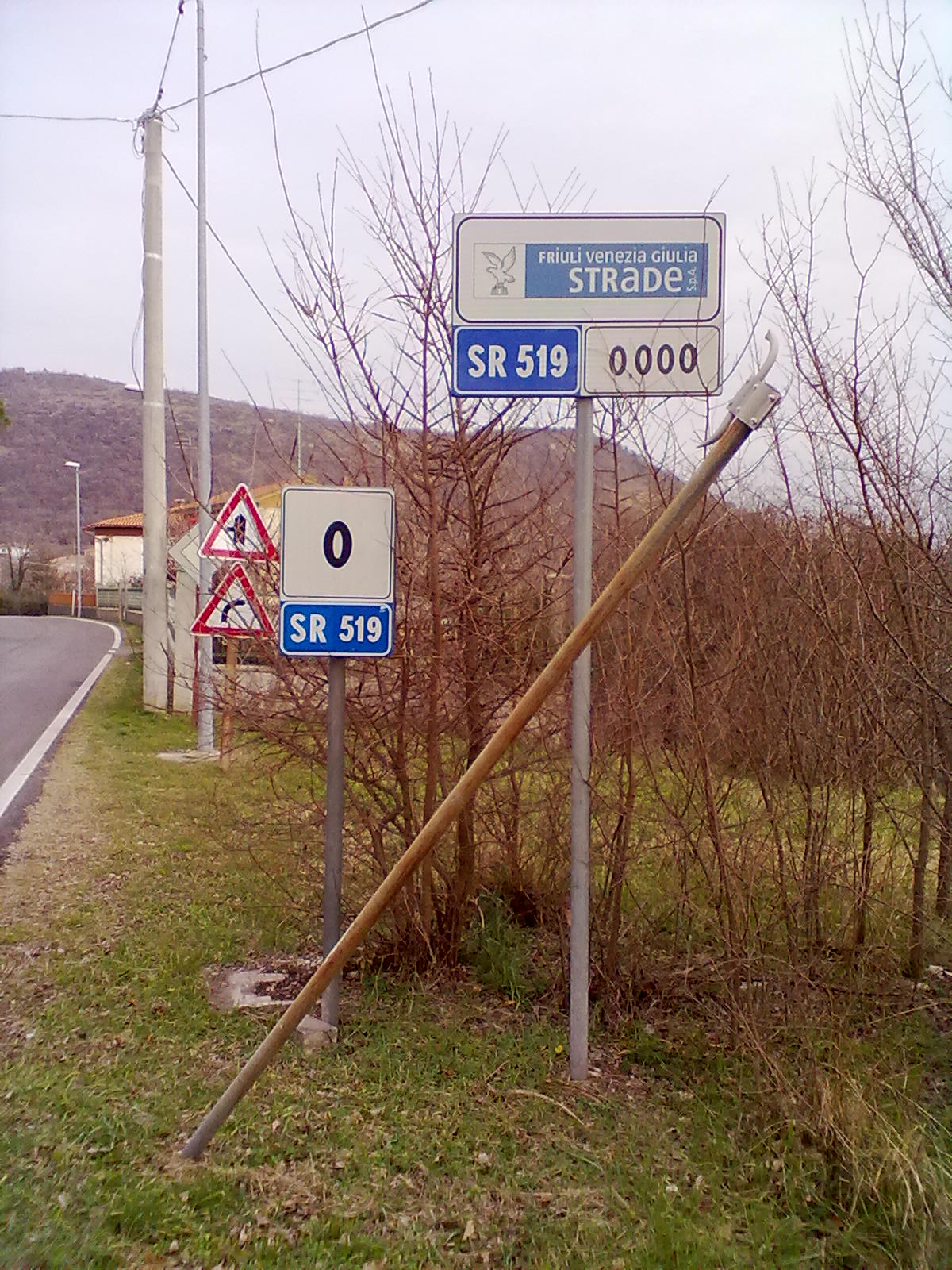
Il km 0 della strada regionale, posto all'inizio dell'abitato di Jamiano.

Dal 1º gennaio 2008 la gestione è passata alla Regione Friuli-Venezia Giulia, che ha provveduto al trasferimento delle competenze alla società Friuli Venezia Giulia Strade S.p.A..

## Percorso
Inizia a Jamiano (frazione del Comune di Doberdò del Lago), all'incrocio con la  strada statale 55 dell'Isonzo e termina al confine di Stato con la Slovenia di Clàrici (Klariči), parte dell'insediamento di Brestovizza (Brestovica pri Komnu) del comune di Comeno.
Fino all'entrata della Slovenia (21 dicembre 2007)  nell'area Schengen tale strada terminava sul valico confinario di seconda categoria di Comarie, dedicato al solo traffico locale. Comarie è anche il solo nucleo abitato attraversato da tale strada, oltre a Jamiano.